# ميخائيل باريت (مصور سينمائي)
ميخائيل باريت (بالإنجليزية: Michael Barrett)‏ هو مصور سينمائي أمريكي، ولد في 28 مايو 1970 في ريفرسايد في الولايات المتحدة.

## حياته مهنية
في عام 1992 ، التقى باريت بالمصور السينمائي غابرييل فيغيروا وتحدث معه عن عمل فيغيروا في فيلم عام 1947 لا بيرلا ، وهو لقاء اعتبره باريت لحظة محورية في خطط حياته المهنية.

## وصلات خارجية
- الموقع الرسمي
- مايكل باريت على موقع IMDb (الإنجليزية)
- مايكل باريت على موقع ألو سيني (الفرنسية)
- مايكل باريت على موقع أول موفي (الإنجليزية)
- مايكل باريت على موقع قاعدة بيانات الأفلام السويدية (السويدية)
- مايكل باريت على موقع قاعدة بيانات الفيلم (الإنجليزية)
- مايكل باريت على موقع كينوبويسك (الروسية)